# Theodor Willerding
Theodor James Willerding, född 28 mars 1854 i Göteborg, död 2 juli 1929 i Göteborg, var en svensk grosshandlare.
Theodor Willerding var son till Edwin Willerding och Cecilia Scarth, och sedan 1883 gift med Helfrid Anderson, dotter till Carl August Anderson och Alida Sofia Lindgren.
Willerding studerade i Göteborg vid realgymnasiet och Göteborgs handelsinstitut åren 1863-1873, praktiserade på kontor i staden 1874-1889 och var delägare i Wilson & Co 1890-1918. Han var även VD för Ångfartygs AB Thule 1906-1916 och för Ångfartygs AB S:t George 1912-1918.